# 本鄉 (文京區)
本鄉（日语：／ Hongō */?）是東京都文京區的町名，分本鄉一丁目至本鄉七丁目。2013年8月1日為止的居住人口有18,995人。郵遞區號為113-0033。

## 地理
位於文京區東南部的菱形地區，中央有南北向的本鄉通、東西向的春日通通過，以及本鄉三丁目站。本鄉通的位置相當於這平緩台地（本鄉台）上的山脊部位。南鄰外濠（御茶之水），東接湯島，西鄰後樂。
為日本首屈一指的文教區。中央的本鄉三丁目站以南為商業（醫療機器等）、醫院地區，西北部為商業（出版業）、住宅地區。東北部為東京大學本鄉地區校區，亦即東京大學校本部所在地。「本鄉」常作為東京大學的別稱。這帶的出版社、研究所等相關設施眾多，也有許多學者定居。南部因鄰近秋葉原，IT產業也十分興盛。

## 歷史
本地為湯島的中心地，稱為湯島本鄉，室町時代至戰國時代改稱為本鄉。明治至昭和時期，夏目漱石、坪内逍遙、樋口一葉、二葉亭四迷、正岡子規、宮澤賢治、川端康成、石川啄木等文人在此居住。
1965年4月1日實施住居表示本鄉一-六丁目、元町一-二丁目、弓町一-二丁目、真砂町、本富士町、菊坂町、春木町一-三丁目、金助町、台町、湯島六丁目全部，湯島五丁目與森川町大部分、春日町二丁目、田町、龍岡町、湯島兩門町一部分合併成立現行的「本鄉」。

### 地名由來
「本鄉」意為「最早開拓之地」。此地原稱湯島本鄉，後省略為「本鄉」。

## 交通
鐵路
- 東京地下鐵丸之內線、都營大江戶線 本鄉三丁目站

道路
- 本鄉通（中山道、國道17號）
- 春日通（東京都道453號、國道254號）
- 白山通（東京都道301號）
- 藏前橋通

## 設施
- 東京大學本乡校区：占地將近七丁目全域的校區。本鄉常作為該校的別稱。
- 順天堂大學醫學部附屬順天堂醫院：提供高度醫療的特定機能醫院（日语：特定機能病院）。1875年自下谷練塀町（現在秋葉原站附近）遷移至此。
- 本鄉給水所公苑（日语：本郷給水所公苑）：人造地上構築的公園設施，有和風庭園與洋風庭園。
- 本鄉館（日语：本郷館）：1905年建築的3層樓木造旅舍。由於建築老舊，已於2011年拆除。
- 日本足球博物館：日本足球協會為紀念舉辦2002年世界盃足球賽所開設的足球展示設施。

## 備註
1. ↑  『角川日本地名大辞典 13　東京都』、角川書店、1991年再版、PP991-993
2. ↑  .   [2013-08-07]. （原始内容存档于2013-05-13）.

## 外部連結
- 文京區 （页面存档备份，存于）
- 東京大學 （页面存档备份，存于）